# Renault Magnum
Renault Magnum — це вантажні автомобілі, що вироблялися компанією Renault Trucks з 1990 по 2013 рік. На зміну їм прийшла модель Renault T-Truck. Автомобіль Renault Magnum здобув титул «Вантажівка року» у 1991 році.
За 24 роки виробництва було виготовлено загалом 129 346 вантажівок.

## Перше покоління (1990—1997)

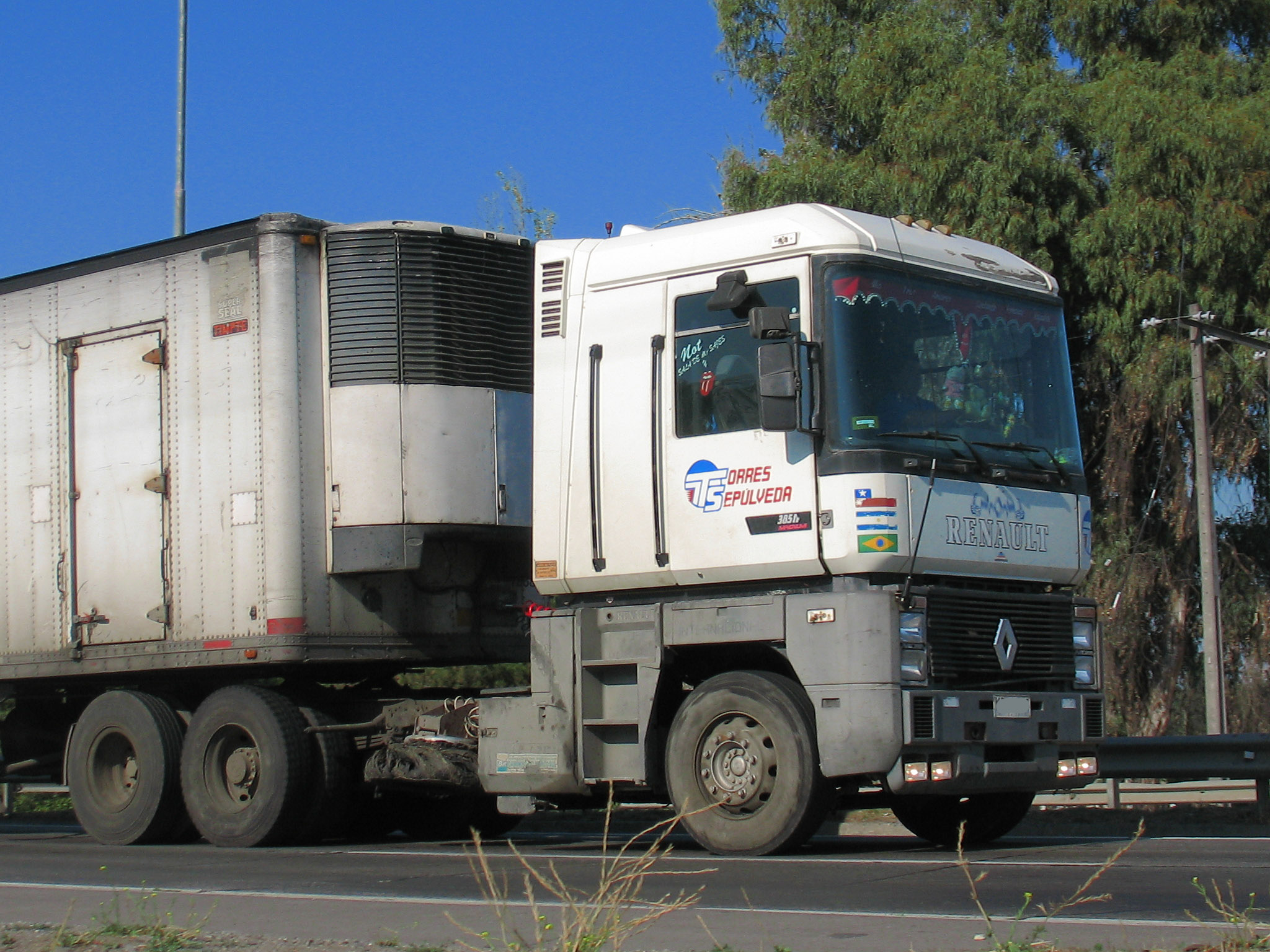
Renault AE 385 Ti

Renault Magnum першого покоління дебютував в 1990 році під назвою Renault AE. Це результат дослідження, спрямованого на створення інноваційного важкого тягача для тривалих подорожей. Він створений на основі концептуального прототипу Renault Virage 1985 року. Його дизайн належить відомому дизайнеру Марчелло Гандіні (батькові Lamborghini Miura та Countach, зокрема).
Сідловий тягач отримав високу кабіну з рівною підлогою, пневматичну підвіску, пневматичні гальма не є обов'язко з ABS.
Найпотужніша модифікація комплектувалась дизельним двигуном 16,4 Mack EE9 V8 з турбокомпресором потужністю 500, 530 і 560 коней. Деякі модифікації отримали менш потужні 12,0 л Renault MIDR 06.35.40 І6 потужністю 380—420 к.с. Всі двигуни відповідали стандарту Євро-0.
В 1991 році Renault AE був названий «Вантажівка року».
У 1992 році двигуни були оновлені до стандарту Євро-1, потім до стандарту Євро-2 у 1996 році.

### Двигуни
- 12,0 л Renault MIDR 06.35.40 І6 380 к.с. (1990  - 1992)
- 12,0 л Renault MIDR 06.35.40 І6 385 к.с. (1992  -  1996)
- 12,0 л Renault MIDR 06.24.65 І6 390 к.с. (1996  -  1997)
- 12,0 л Renault MIDR 06.35.40 І6 415 к.с. (1992  -  1996)
- 12,0 л Renault MIDR 06.24.65 І6 430 к.с. (1996  -  1997)
- 12,0 л Renault MIDR 06.24.65 І6 471 к.с. (1996  -  1997)
- 16,4 Mack EE9 V8 500 к.с. (1990  -  1997)
- 16,4 Mack EE9 V8 530 к.с. (1992  -  1996)
- 16,4 Mack EE9 V8 560 к.с. (1996  -  1997)

## Друге покоління (1997—2001)

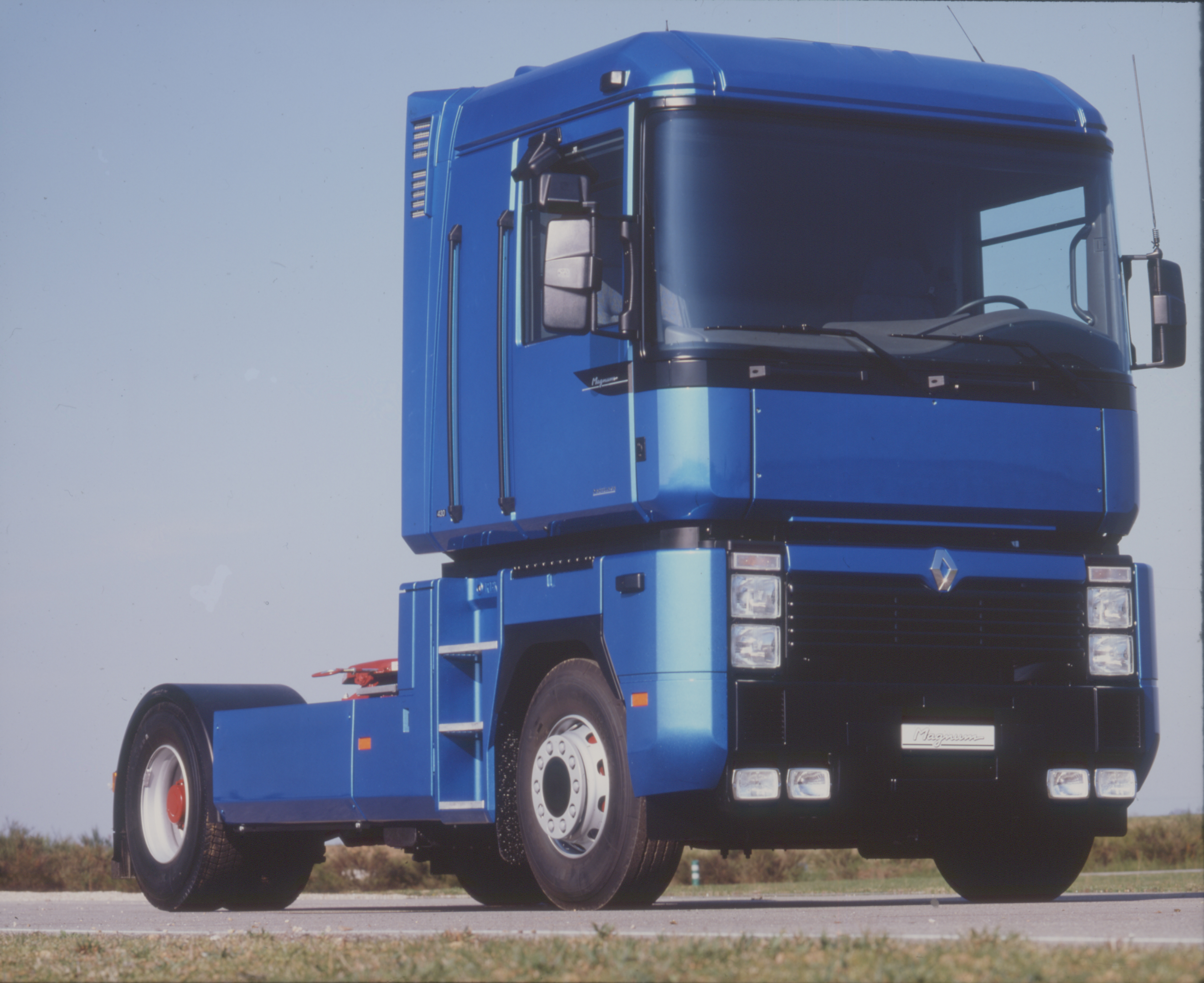
Renault Magnum

У 1997 році проведений рестайлінг, автомобіль отримав назву Renault Magnum. Основні зміни пов'язані з ґратами радіатора, приладовою панеллю і всіма оригінальними двигунами Mack.
Перше покоління Магнума від другого можна відрізнити по фірмовому значку у вигляді ромба, який стоїть на решітці радіатора. У першого покоління великий «ромб» посеред решітки радіатора, а у другого покоління маленький у верхній частині решітки радіатора.

### Двигуни
- 12,0 л Renault MIDR 06.24.65 І6 390 к.с. (1997  -  2000)
- 12,0 л Renault MIDR 06.24.65 І6 430 к.с. (1997  -  2000)
- 12,0 л Renault MIDR 06.24.65 І6 471 к.с. (1997  -  2000)
- 12,0 л Mack E-Tech A/46 І6 401 к.с. (2000  -  03.2001)
- 12,0 л Mack E-Tech B/46 І6 441 к.с. (2000  -  03.2001)
- 12,0 л Mack E-Tech C/46 І6 472 к.с. (2000  -  03.2001)
- 16,4 Mack EE9 V8 560 к.с. (1997  -  2000)

## Третє покоління (2001—2006)

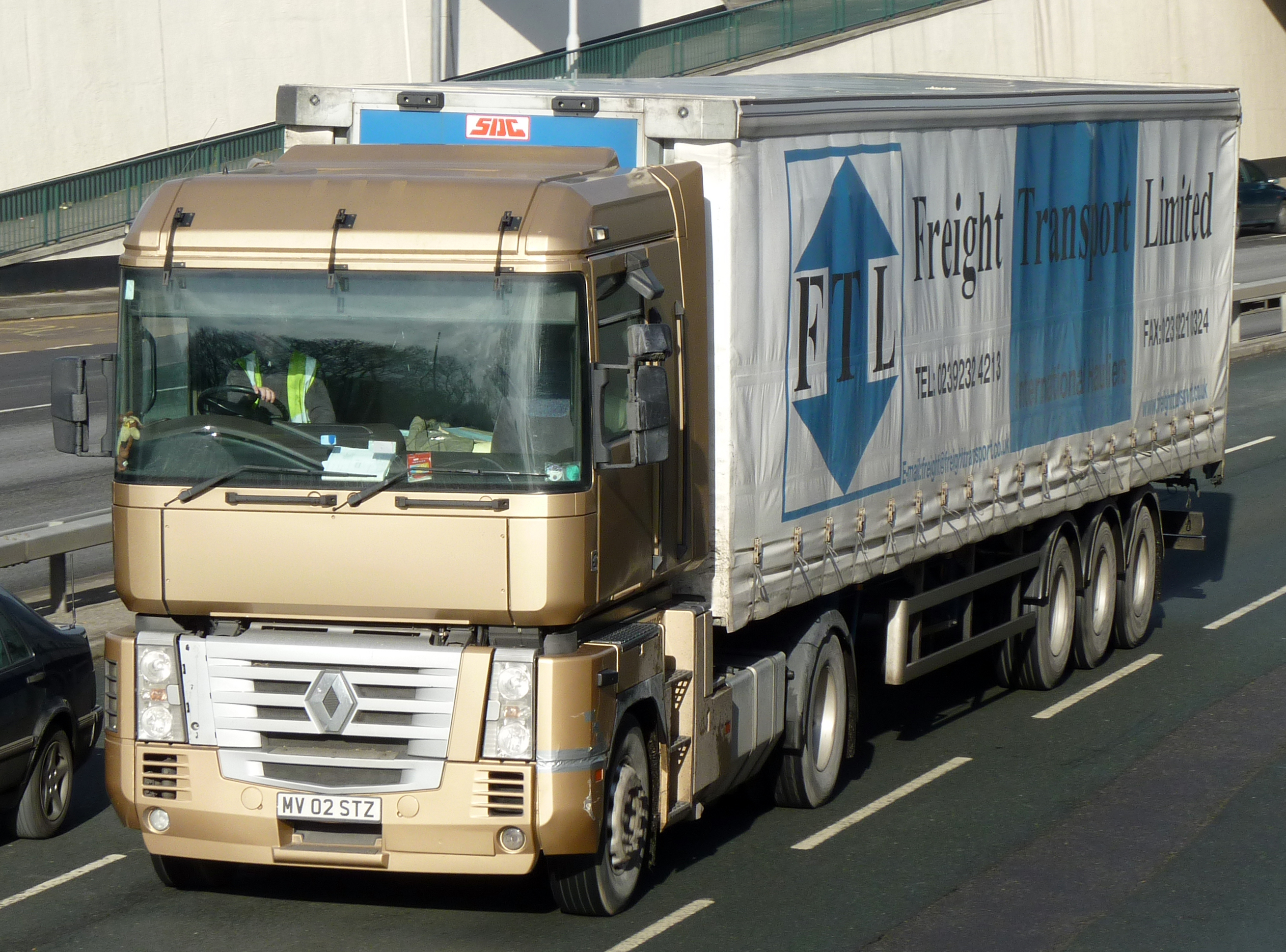
Renault Magnum

У 2001 році представили нове покоління моделі, з новою кабіною, розробленою Ксав'єром Аллардом. На автомобіль почали встановлювати нові 6 циліндрові двигуни 12,0 л Mack E-Tech 400, 440, 480 кінських сил.
В 2002 році незначно змінюється зовнішній вигляд. Решітка радіатора тепер не прямокутна, а в формі перевернутої трапеції і фари злегка «косі», так можна відрізнити третю версія від першої і другої.

### Двигуни
- 12,0 л Mack E-Tech A/46 І6 401 к.с. (03.2001  -  10.2004)
- 12,0 л Mack E-Tech B/46 І6 440 к.с. (03.2001  -  10.2004)
- 12,0 л Mack E-Tech C/46 І6 472 к.с. (03.2001  -  10.2004)
- 12,1 л DXi 12 І6 440 к.с. (10.2004  -  07.2005)
- 12,1 л DXi 12 І6 480 к.с. (10.2004  -  07.2005)

## Четверте покоління (2006—2013)

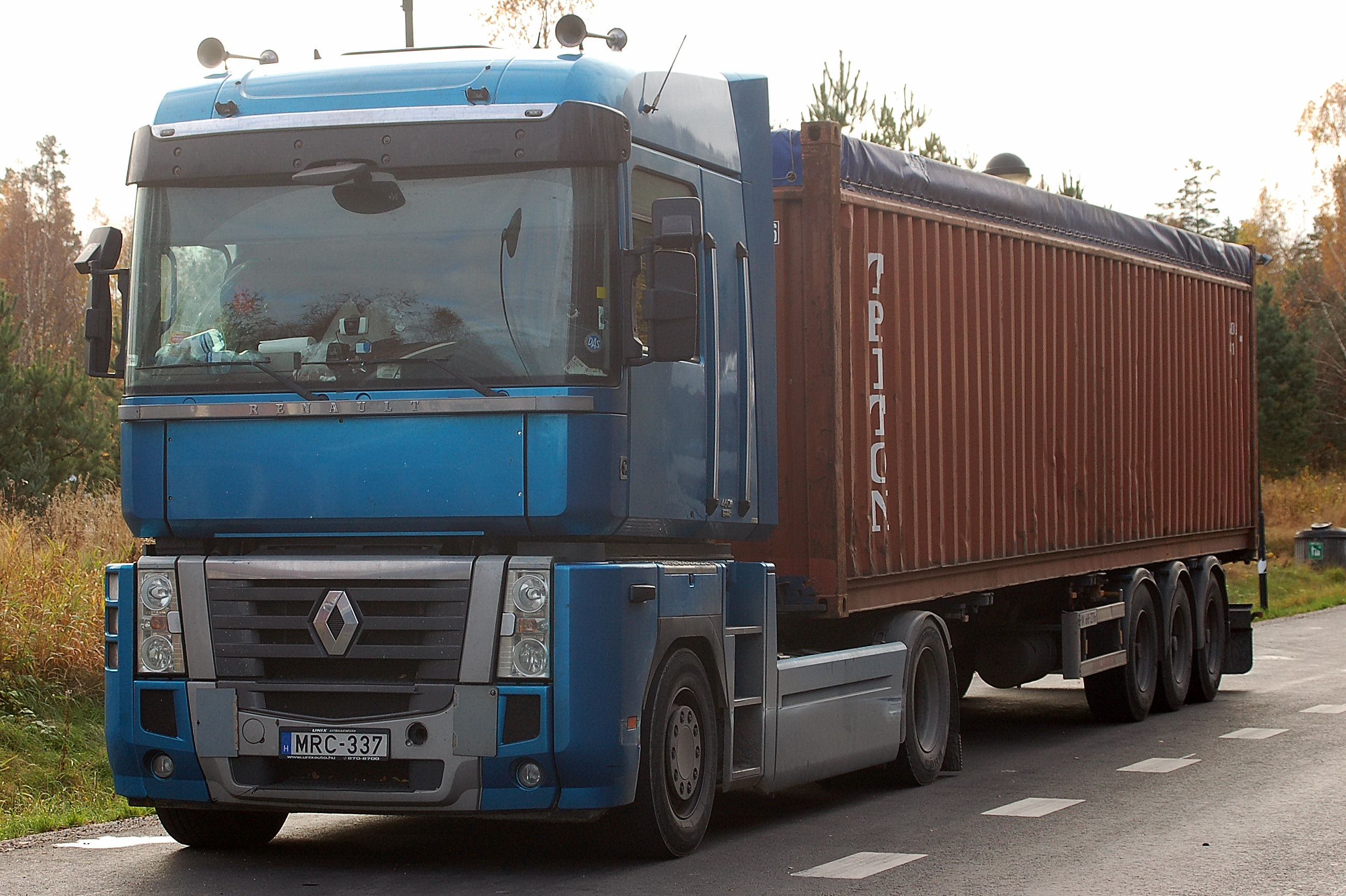
Renault Magnum

У 2005 році було створено четверте покоління сідлового тягача. Magnum третього покоління — перший автомобіль від Renault Trucks, в якому використані уніфіковані платформи, розроблені в рамках групи AB Volvo. У машині нове буквально все: двигун і трансмісія, мости, підвіска і гальма, змінена кабіна, електроніка та багато іншого.
У зовнішньому вигляді змін не так вже й багато: більш розвинені кутові спойлери і відкидні бічні огородження шасі, хоча заявленого збільшення габаритної ширини на 50 міліметрів, на око майже не видно.
В 2006 році автомобіль отримав на заміну двигуна DXi12 (Євро-3) новий турбодизель DXi13, виконаний за технологією SCR (Євро-4/Євро-5). 12,8-літровий двигун масою 1140 кг, обладнаний насос-форсунками другого покоління (з тиском впорскування 2000 бар), розвиває потужність 460 і 500 к.с. Максимальний крутний момент у найпотужнішому варіанті двигуна становить 2450 Нм, причому він припадає на частоту оборотів колінчастого валу 1050—1400 об/хв. Моторне гальмо Optibrake+ забезпечує уповільнення потужністю 510 к.с.
Головна новина полягає в конструкції шасі. Сталева рама з більш високими лонжеронами має модульну конструкцію, дозволяючи створювати різні варіанти за вимогами покупця. Пропонувалися, чотири варіанти висоти розташування сідельного зчіпного пристрою — 950, 1040, 1100 і 1250 міліметрів.
Сідлові тягачі, шасі та бортові автомобілі 4х2 і 6х2 випускаються повною масою 18-26 т з п'ятнадцятьма варіантами колісної бази (3920-6820 мм). Кабіна з одним або двома спальними місцями має плоску підлогу і внутрішню висоту 1,87 м. Управління автоматизованої 12-ступінчастої коробки передач Optidriver+ розташоване на кермі.
Передня підвіска — на параболічних ресорах або пневмобалонах, задня — пневматична, з електронним управлінням ECS. Дисковими гальмами всіх коліс управляє система Full EBS, що включає систему курсової стійкості ESP.
Варіант Magnum Vega виконаний з максимальною увагою до комфорту — з дорогою обробкою інтер'єру і аудіосистемою вищого класу. Як силовий агрегат використовується 500-сильний DXi13.

### Двигуни
- 12,1 л DXi 12 І6 440 к.с. (07.2005  -  04.2006)
- 12,1 л DXi 12 І6 480 к.с. (07.2005  -  04.2006)
- 12,8 л DXi 13 І6 460 к.с. (07.2005  -  02.2008)
- 12,8 л DXi 13 І6 500 к.с. (07.2005  -  02.2008)
- 12,8 л DXi 13 І6 440 к.с. (02.2008  -  06.2013)
- 12,8 л DXi 13 І6 480 к.с. (02.2008  -  06.2013)
- 12,8 л DXi 13 І6 520 к.с. (02.2008  -  06.2013)